# 乳钉纹角

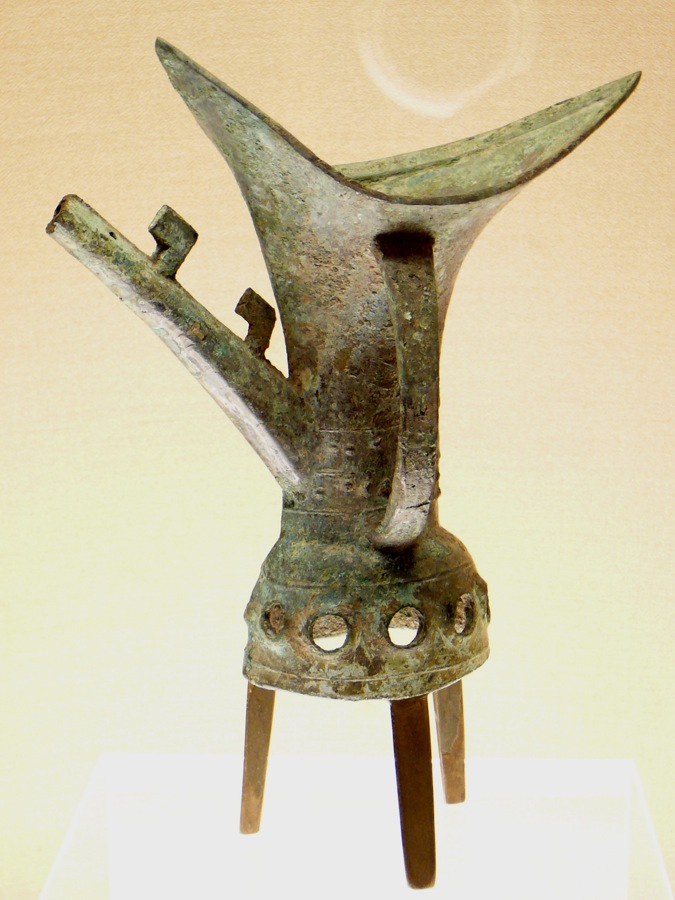
现藏于上海博物馆的乳钉纹角

乳钉纹角，又称管流爵，为夏朝晚期的一个酒具，现藏于上海博物馆。

## 特点
乳钉纹角高20.6厘米、口长16.5厘米。为作凹弧形，边墙尖锐上翘，下接外鼓面上有数个圆孔，下为三足残缺。下部设一斜置管形流，为曲尺形饰，上有乳钉纹。根据检测，其类似的角在河南偃师二里头有出土，故判断为二里头文化文物。

## 相关
- 乳钉纹平底爵